# Paulo José da Silva Gama
Paulo José da Silva Gama, primeiro barão com grandeza de Bagé (Nossa Senhora das Mercês - Lisboa, Portugal, 29 de março de 1748 — Rio de Janeiro, 22 de março de 1826), foi um militar e político brasileiro, tendo sido o 48º governador da então província de Maranhão e 9º governador da Capitania de São Pedro do Rio Grande do Sul, de 30 de janeiro de 1803 a 9 de outubro de 1809, além de almirante da armada real. Foi o 17º ministro do Superior Tribunal Militar.
Filho dos portugueses Manuel da Silva Álvares, tenente-coronel, e de Teodora Joaquina da Gama. Casou-se em 1779 no Rio de Janeiro com Maria Joaquina Perpétua, com a qual teve quatro filhos: Theodoro José da Silva Gama, Paulo José da Silva Gama Filho, o segundo barão de Bagé, Henriqueta Emília Perpétua da Gama e Maria Candida Perpétua da Gama.
Alistou-se voluntariamente no Exército Português em 2 de março de 1763, sendo transferido para a Marinha no mês seguinte, onde foi promovido a Tenente de mar em 9 de novembro de 1768. Veio para o Brasil na nau Santo Antônio e depois passou a servir na fragata Príncipe do Brasil, que fez parte da frota denominada Esquadra do Sul, à qual foi dada em maio de 1777 a missão de defender a Ilha de Santa Catarina, ameaçada pelo General espanhol D. Pedro Antônio de Cevalos, audaz e impetuoso guerreiro, que infligiu às armas portuguesas, nessa e noutra ocasião, causando danos irreparáveis.
Sempre dedicado, ascendeu aos postos da hierarquia militar em recompensa de bons serviços prestados à bandeira de seu país; somente depois de elevado a Chefe de Esquadra teve comissões em terra, apresentando também competência administrativa.
O almirante Paulo Gama foi ministro do Superior Tribunal Militar, nomeado em 13 de janeiro de 1818.
Durante o governo do Rio Grande do Sul realizou importantes obras na cidade de Porto Alegre, entre elas a abertura do Caminho Novo (hoje Avenida Voluntários da Pátria), doação à Câmara Municipal das áreas que hoje são o Parque Farroupilha e o Aeroporto Internacional Salgado Filho, calçou diversas ruas, apoiou a criação da Casa da Ópera, e fez construir o primeiro trapiche para a Alfândega. Participou da fundação da Santa Casa de Misericórdia de Porto Alegre e foi o seu primeiro provedor.
Durante seu governo a Capitania do Rio Grande de São Pedro, subordinada à Capitania do Rio de Janeiro, foi desanexada desta última, tornando-se a Capitania de São Pedro do Rio Grande do Sul. Foi a maior, a mais substancial e mais importante modificação até então verificada no governo da Capitania do Rio Grande de São Pedro. A real decisão foi expressa em carta-patente de 19 de setembro de 1807, representando o estabelecimento do governo rio-grandense independente, subordinado apenas ao vice-rei e capitão-general do Estado do Brasil.
Faleceu no Rio de Janeiro, em 22 de março de 1826, e foi sepultado no Convento de Santo Antônio (Rio de Janeiro).

## Títulos nobiliárquicos e honrarias
Agraciado cavaleiro da Imperial Ordem de Cristo e fidalgo da Casa Real.
Barão de Bagé com honras de Grandeza, título conferido por decreto imperial em 26 de março de 1821; as grandezas foram concedidas em 22 de janeiro de 1823. Faz referência ao então povoado gaúcho de Bagé, significando cerro em charrua.
Esse título faz referência ao então povoado gaúcho de Bagé, significando de acordo com o decreto “cerro” em charrua. Paulo Gama foi agraciado por seus relevantes serviços e por sua importante contribuição no progresso do Rio Grande do Sul.
Seu nome batiza um jardim e uma rua em Porto Alegre.